# Avenue Adolphe-Schneider
L'avenue Adolphe-Schneider est une voie de communication située à Clamart, dans les Hauts-de-Seine, en France.

## Situation et accès
Cette avenue part du carrefour de la rue de la Belgique et de la rue Brignole-Galliera, dans le prolongement de la rue du Père-Brottier, anciennement rue de l'Orphelinat.
Marquant le départ de la rue du Bois-de-Fleury, elle se termine place Marquis.
Elle est desservie par la gare de Meudon-Val-Fleury.

## Origine du nom
C'est par délibération du 17 novembre 1885, approuvée par un décret du 31 mai 1886, que l'ancienne avenue de Fleury fut renommée en hommage à Adolphe Schneider (1810-1885), notaire et bienfaiteur de la commune.

## Historique
Cette avenue fait partie des endroits de Clamart où le 24 août 1944 se déroulèrent, pendant la Libération de Paris, des combats entre la 2e division blindée et les forces d'occupation,.

## Bâtiments remarquables et lieux de mémoire

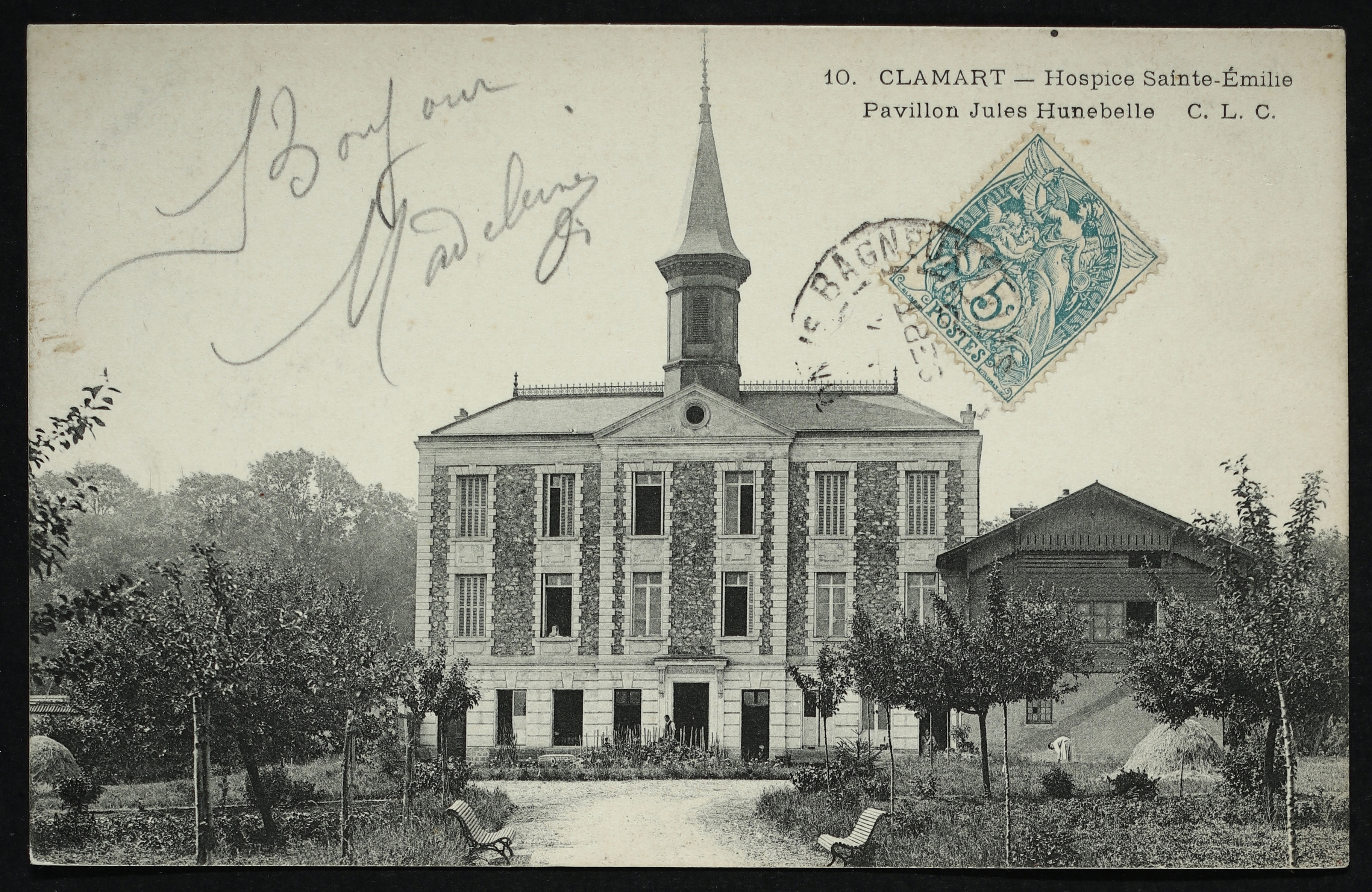
Hospice Sainte-Émilie, pavillon Jules Hunebelle, vers 1900.

- Hospice Sainte-Émilie, aujourd'hui établissement d'hébergement pour personnes âgées dépendantes. La maison Sainte-Émilie[6], qui s'y trouve encore, fut fondée en 1860 par Adolphe Schneider[7].
- Des scènes du film Cigarettes et Chocolat chaud y ont été tournées en 2016[8].
- Au sud de l'avenue se trouve la plâtrière Hunebelle, anciennement plâtrière de la Vallée du Bois, acquise en 1849 par Jules Hunebelle, maire de la commune. D'une surface exploitée d'environ dix hectares, son puits d’extraction est situé rue Alfred[9].